# Millsita
La millsita és un mineral de la classe dels òxids. Rep el seu nom del Dr. Stuart Mills, mineralogista, cristal·lògraf i curador principal a la secció de Ciències de la Terra del Museu Victòria, Austràlia, qui ha descrit nombrosos nous minerals i que ha treballat en la nomenclatura i dubtes cristal·logràfics.

## Característiques
La millsita és un òxid de fórmula química Cu2+(Te4+O₃)·2H₂O. Va ser aprovada com a espècie vàlida per l'Associació Mineralògica Internacional l'any 2015. Cristal·litza en el sistema monoclínic. És un mineral dimorf de la teineïta.

## Formació i jaciments
Va ser descoberta pel col·leccionista noruec Kjell Arve Isbrekken l'any 1991 en una roca solta a Gråurdfjellet, al municipi d'Oppdal, al comtat de Sør-Trøndelag (Noruega). Es tracta de l'únic indret on ha estat trobada aquesta espècie mineral.